# Jiaozi (monnaie)
Pour les articles homonymes, voir Jiaozi (homonymie).

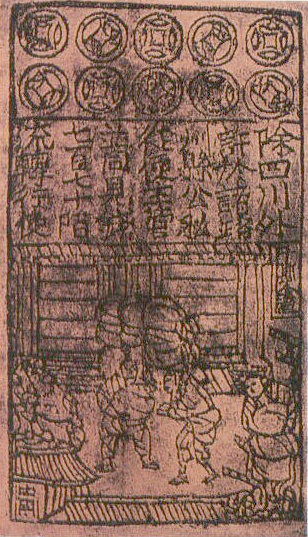
Jiaozi datant de l'époque Song sur lequel est mentionné que ce billet « représente l'équivalent de 77000 wens en métal ».

Jiaozi (chinois : 交子 ; pinyin : jiāozǐ ; litt. « change ») est le nom d'une forme de billet de banque privé, utilisé au Sichuan, qui apparaît en 1023, puis est progressivement remplacé par une monnaie nationale appelée huizi (会子, huìzi) par la dynastie Song, en Chine.
Certains numismates le considèrent généralement comme la première forme de monnaie en papier dans l'Histoire, développée sous la dynastie Song du Nord (960 – 1127).

## Histoire
De la monnaie sur de la peau de cerf est utilisée dès l'antiquité sous le règne de l'empereur Sun Wu (222 — 280), de la dynastie Han occidentale (zh).
Une première expérience de monnaie-papier fut imprimée plus tôt, sous le règne de l'empereur Wuzong (841 — 846) de la dynastie Tang, et fut appelée « monnaie volante » (飛錢, fēiqián), mais elle n'eut pas de cours légal. Puis, sous la dynastie Liao, l'armée commence à utiliser pour ses propres besoins des titres fiduciaires en papier. Le mécanisme financier repose sur le principe du billet à ordre.
Les premiers billets sont imprimés à l'encre noire, à partir de matrice en bois ou en bronze, sur du papier coloré (jaune ou rose). Divers sceaux à l'encre rouge sont apposés sur le document afin de le certifier. Les montants pouvaient aller de 1 à 50 kwan et les dimensions de la feuille variaient de 15 × 20 cm à 22 × 33 cm. Un kwan représente une ligature de pièces trouées (que l'Occident appelle sapèque) et cette ligature peut compter plusieurs centaines de pièces. Sous les Song, les pièces sont appelées guàn (貫), suǒ (索), ou mín (緡) ; par la suite, le terme générique est wén. Sous les Ming, une ligature de 1 kwan représente 1 000 wéns ou 1 tael.
Les motifs, imprimés sur une seule face, comportent dans des encadrements essentiellement des idéogrammes, ainsi que des représentations d'animaux, de végétaux, et parfois des activités humaines (comme le transport de marchandises) et au centre du billet, le sycee, donnant l'équivalent en argent métal selon le régime fiscal impérial qui décide du taux. Le sens de lecture n'est pas celui du format chéquier des billets modernes, mais bien celui d'une page de livre.
La dynastie Song du Nord, à partir de la quatrième année de la période Chongning (zh) de l'empereur Huizong (1105), réforme le papier-monnaie, à l'exception du Sichuan où le jiaozi, reste utilisé pour les règlements entre personnes privées. Pour combattre les contrefaçons, le jiaozi est imprimé et recouvert de plusieurs sceaux bancaires. Au cours du XIe siècle et du XIIe siècle, le gouvernement impérial des Song du Sud supprime le jiaozi et décide d'émettre ses propres titres officiels de paiement appelés huizi (會子 / 会子, huìzi) et de montants plus importants. D'autres régions commencent à imiter ce procédé qui, bientôt, s'étend aux autres provinces sous la dynastie Yuan qui en fait alors un usage intensif (cf. Monnaies de la dynastie Yuan).
Les valeurs faciales augmentent et bientôt, le taux d'échange entre la valeur indiquée sur le papier et l'argent ou l'or métal se dégrade. La dynastie Ming hérite de ce système et tente d'en reprendre le contrôle à partir de 1374 en suspendant la convertibilité. Les montants émis vont de 100 à 1 000 sapèques, soit mille pièces de cuivre (ou 1 kwan), ce qui équivaut à 1 tael d'argent métal. Vers 1430, il fallait dix fois plus de papier, appelé baochao (大明宝钞, dà míng bǎo chāo), pour une même quantité de cuivre et d'argent : l'implosion du système était inévitable.
Ces tentatives de monnaie fiduciaire prirent fin au début du XVe siècle, entre autres, à la suite d'émissions excessives et une série de rébellions à la suite d'une grande crise inflationniste, qui poussèrent l'empereur Ming Renzong a en interdire l'usage sous peine de mort. Il faut attendre 1853 pour que la Chine reprenne l'usage du papier-monnaie.